# Salad of a Thousand Delights
Salad of a Thousand Delights es un vídeo casero de Melvins, que fue lanzado en 1992 a través de Box Dog Video. Grabado en vivo en el North Shore Surf Club, Olympia, Washington, el 16 de mayo de 1991. El video fue relanzado en formato DVD (de 90 minutos) en el año 2003.

## Descripción
Este DVD es un testimonio para quienes alguna vez hayan presenciado la potencia musical de Melvins. Esta "ensalada de delicias" fue rodada el 16 de mayo de 1991 en lo más íntimo del North Shore Surf Club, en Olympia, Washington, y originalmente fue pertinente mantenerlo en secreto, para sus fanes más acérrimos.
El documento captura la claustrofobia, el calor y el frenesí de la música de una de las bandas más "escandalosas" del mundo. La función no tiene luces deslumbrantes ni despliegues de alta tecnología, solo una presentación muy trabajada, agitada y apasionante.

## Lista de canciones
1. "Antitoxidote"
2. "Euthanasia"
3. "Zodiac"
4. "Oven"
5. "If I Had An Exorcism"
6. "Boris"
7. "Kool Legged"
8. "Wispy"
9. "It's Shoved"
10. "Anaconda"
11. "We Reach"
12. "Hog Leg"

## DVD extras
- "Antitoxidote (Alternative Perspective)" (16 de mayo de 1991)
- "Melvins en el "Off Ramp" de Seattle en 1991"
("Oven", "If I Had An Exorcism", "Boris" y "Kool Legged")
- "Vivo en los estudios Circa en 1984"
("Matt-Alec")[4][5]

## Personal
- The Melvins:
  - Dale Crover - Batería, voz
  - Buzz Osborne - guitarra, voz
  - Joe Preston - bajo, voz
  - Matt Lukin - bajo en "Matt-Alec"
- Jo Smitty - Edición, Productor ejecutivo
- Paul Uusitalo -  Camarógrafo, ingeniero de sonido, edición, productor ejecutivo
- Bob Basanich - camarógrafo
- Craig Joyce - camarógrafo
- RE. Bassanova - caja chamán
- Todd Morey - diseño de portada
- Greg Babar (aka Babar the Elephant) - sonido